# 17042 Madiraju
A 17042 Madiraju (ideiglenes jelöléssel 1999 FG30) a Naprendszer kisbolygóövében található aszteroida. A LINEAR projekt keretében fedezték fel 1999. március 19-én.